# Colobostema martinezi
Colobostema martinezi är en tvåvingeart som beskrevs av Haenni 1993. Colobostema martinezi ingår i släktet Colobostema och familjen dyngmyggor.
Artens utbredningsområde är Burundi. Inga underarter finns listade i Catalogue of Life.